# ラオスとマレーシアの関係
ラオスとマレーシアの関係とは、ラオスとマレーシアの間の国際関係のことである。マレーシアはヴィエンチャンに大使館を、ラオスはクアラルンプールに大使館を、それぞれ置いている。両国とも、東南アジア諸国連合 (ASEAN) の加盟国である。

## 歴史
ソ連は、共産圏崩壊までの間、ラオスの発展のために支援を行うだけの余裕がなかった。これによってラオスは、自国の発展を支援してくれる国を他に捜すこととなったが、このことがラオスに中立的な外交政策を採用させるようになった。この中立的な政策が採用された時、ラオスはマレーシアとの関係を構築した。両国においては、1966年7月1日に外交関係が結ばれた。この二国間関係は、マレーシアの元国王 (アゴン) であるミザン・ザイナル・アビディンによって支えられた。

## 外交関係
2010年11月にはラオス国家主席のチュンマリー・サイニャソーンがマレーシアを、それぞれ公式訪問した。

## 経済関係
2003年の二国間貿易は240万米ドルほどの小さな規模しかなかったものの、2004年には270万米ドルに拡大した。さらに2009年は、マレーシアからラオスへの輸出は740万米ドルに達し、マレーシア人によるラオスへの投資も、1億5,000万米ドルとなっている。両国はまた、二国間貿易協定、ツーリズム協定、投資保証協定、航空輸送協定、経済科学技術協力協定といった、二国間関係の拡大に資する多様な協定を結んでいる。マレーシアは、ラオスにとって9番目の投資国である。